# Condado de Upshur (Virginia Occidental)
El condado de Upshur (en inglés: Upshur County), fundado en 1851, es uno de los 55 condados del estado estadounidense de Virginia Occidental. En el año 2000 tenía una población de 23.404 habitantes con una densidad poblacional de 25 personas por km². La sede del condado es Buckhannon.

## Geografía
Según la Oficina del Censo, el condado tiene un área total de 919 km² (354,8 mi²), de la cual 919 km² (354,8 mi²) es tierra y 0 km² (0 mi²) (0.03%) es agua.

### Condados adyacentes
- Condado de Harrison - norte
- Condado de Barbour - noreste
- Condado de Randolph - sureste
- Condado de Webster - sur
- Condado de Lewis - oeste

### Carreteras
- U.S. Highway 33
- U.S. Highway 119
- Ruta de Virginia Occidental 4
- Ruta de Virginia Occidental 20

## Demografía
En el 2000 la renta per cápita promedia del condado era de $26,973, y el ingreso promedio para una familia era de $32,399. En 2000 los hombres tenían un ingreso per cápita de $29,020 versus $18,087 para las mujeres. El ingreso per cápita para el condado era de $13,559. Alrededor del 20.00% de la población estaba bajo el umbral de pobreza nacional.

## Ciudades y pueblos

### Comunidades incorporadas
- Buckhannon

### Comunidades no incorporadas
| - Abbott - Adrian - Alexander - Alton - Arlington - Atlas - Beans Mill - Canaan - Carter - Craddock - Daysville - Deanville - Eden - Ellamore - Evergreen - Excelsior - Five Forks | - Freeman - French Creek - Frenchton - Gaines - Gale - Goodwin - Gormley - Goshen - Gould - Hampton - Heavener Grove - Hemlock - Hinkleville - Hodgesville - Holly Grove - Hoover Town - Imperial | - Ingo - Ivy - Kanawha Head - Kedron - Kesling Mill - Lorentz - McCuetown - Midvale - Nebo - Newlonton - Overhill - Palace Valley - Post Mill - Queens - Red Rock - Reger - Rock Cave | - Rocky Ford - Ruraldale - Sago - Sand Run - Selbyville - Shahan - South Buckhannon - Swamp Run - Tallmansville - Tenmile - Tennerton - Teter - Vegan - White Oak - Wilsontown - Yokum - Zion |